# الوجهة (مجلة)
مجلة الوجهة هي مجلة على شكل دليل مدينة/نمط حياة تنشرها دار الرمان للإعلام والنشر في المملكة العربية السعودية. تأسست في عام 2008، تضم المجلة طبعتين تلبي احتياجات مدينتي جدة والرياض. في عام 2016، أضيفت الشرقية إلى قائمة المدن التي تكتب عنها مجلة الوجهة.
تشمل الأقسام الفرعية للمجلة ما يلي: الأعمال التجارية والميزات الخاصة والفنون والترفيه والأناقة والتسوق وتناول الطعام في جميع أنحاء المدينة والحياة الصحية والروحانية واتجاهات السفر واستكشاف المملكة العربية السعودية.
الوجهة جدة هي 112 صفحة، بينما الوجهة الرياض هي 96 صفحة. كان لدى الوجهة جدة والوجهة الرياض توزيع إجمالي يبلغ 60.000 مجلة شهريًا اعتبارًا من يوليو 2015. لدى الوجهة جدة والوجهة الرياض والوجهة الشرقية 80,000 نسخة موزعة على أكثر من 2500 نقطة في المملكة العربية السعودية.

## التأسيس
ماريا مهدلي، المؤسس المشارك للمجلة، هي المحرر الإداري. شاركت أيضًا في تأسيس شركة الرمان، إلى جانب إيناس حشاني (رئيسة التحرير)، وبيان أبو زنادة.

## تاريخ العلامة التجارية
نُشرت مجلة الوحهة لأول مرة في عام 2008 مع إيناس حشاني كرئيسة تحرير. في عام 2010، في أعقاب النجاح السريع الذي حققته المجلة، تم تصنيف شركة الرمان، الشركة الأم، على أنها أسرع الشركات الناشئة نموًا في المملكة العربية السعودية من قبل جميع شبكات العالم. لتوسيع نطاق وصولها، أطلقت الوجهة إصدارًا جديدًا من مجلتها التي تلبي احتياجات مدينة الرياض في عام 2013. ومنذ ذلك الحين، غزت شركة رمان أيضًا شركة لوب الإبداعية، وهي وكالة على الطراز البوتيكي تقدم حلول تصميم مبتكرة من خلال مجموعة متنوعة من منتجات الوسائط.

## المحتوى والنمط
الوجهة جدة والوجهة الرياض هما الدليل المحمول الحديث لمدينتي جدة والرياض على التوالي - بما في ذلك أخبار الأعمال ونصائح الموضة / التسوق واستعراض المطاعم وغير ذلك الكثير. مع مجموعة من أنماط الحياة المحلية، تغلف المجلات العروض الفريدة من جدة والرياض للزوار والسكان المحليين على حد سواء. يتضمن كل من الوجهة جدة والوجهة الرياض المقالات والمقابلات والميزات والمراجعات والأحداث.

تهدف المجلة أيضًا إلى تقديم شخصيات شابة سعودية مؤثرة وصاعدة من خلال المقابلات الشخصية التي تعرض أعمالهم وإنجازاتهم، محليًا ودوليًا. كما هو الهدف من مؤسسي مجلة الوجهة، من خلال الكشف عن الجانب غير المكتشف من المدينة وشعبها (كل من جدة والرياض)، تتخلص المجلة من الصور النمطية عن المملكة العربية السعودية وأي مفاهيم خاطئة عن ثقافتها.
«إن الحفاظ على القيم الاجتماعية في الاعتبار والتفكير بضمير اجتماعي لا يمكن محاكاته أو تزييفه. عندما تهتم حقًا بمدينتك وبلدك وسكانك وسكانك، فإنك ستنتج عملاً يمسهم بطريقة لا يمكن بأي قدر من الحساب». إيناس حشاني، رئيسة التحرير
تتبع المجلات خطة سنوية تعتمد على بعض الموضوعات الشهرية بما في ذلك:
- قضية المنزل
- قضية الفنون
- قضية الزفاف
- قضية السفر
- العدد رمضان
- قضية التعليم
- قضية الموضة
- قضية الغذاء
- قضية صحية
- الآخرين اعتمادًأ على إستراتيجية التحرير

## التقدم الرقمي
بالإضافة إلى الإصدارات المطبوعة من الوجهة جدة والوجهة الرياض، توجد المواقع الإلكترونية لكلا الإصدارين. يتم تقديم نفس الغرض من النماذج المطبوعة، وتهدف المواقع الإلكترونية إلى أن تكون الدليل الشامل للمشاهد والمعالم السياحية والمطاعم والتسوق والإسكان والشركات في كلتا المدينتين.
يتم دعم كل موقع ويب بدوره بحسابات الوسائط الاجتماعية عبر منصات مثل فيسبوك وتويتر وانستغرام وسناب شات وغيرها. يتم تحديثها يوميًا وتعكس روح المجلات.
أضافت المجلة أيضًا التجربة الرقمية لاستكمال النسخة المطبوعة من خلال تطبيق الواقع المعزز. يعمل التطبيق على تحسين تجربة قراءة المجلة من خلال تقديم المزيد من محتوى الوسائط في قصة أو مقال أكثر من الموجود في النسخة المطبوعة من صفحة المجلة. من خلال التمرير فوق الصفحة، يستخدم القارئ هاتفه الشخصي للوصول إلى مقاطع الفيديو والصور الإضافية عالية الدقة والتماثيل ثلاثية الأبعاد والخرائط ثلاثية الأبعاد والمزيد. هذا يضيف بعدا آخر للقصة مما هو موجود في النسخة المطبوعة.

## التوزيع
يتم توزيع المجلة (الوجهة جدة والوجهة الرياض) مجانًا في مواقع معينة تشمل: السفارات والعيادات والمجمعات السكنية والفنادق ومراكز التسوق والمقاهي والمطاعم والصالات الرياضية والمنتجعات الصحية. كما أنه متوفر في عدادات معينة من نقاط البيع في محلات السوبر ماركت وتسليمها إلى المشتركين فيها.

## الجمهور
يبلغ عدد القراء الشهري على الصعيد الوطني أكثر من 120,000. يتكون جمهور الوجهة من السكان المحليين الناطقين باللغة الإنجليزية والزائرين والسائحين الذين يقعون أساسًا في الفئة العمرية من 20 إلى 45 عامًا. وفقًا للمجلة، يتم وصف قرائها على أنهم «صادرون اجتماعيًا، ومتشوقون للمشاركة في أنشطة المجتمع الترفيهية. القراء يستخدمون المجلة للتخطيط لأنشطتهم طوال الشهر وللترفيه عن الأصدقاء والضيوف».

## المزيد من المشاريع
في يونيو 2015، أطلقت المجلة موقع (DestinationListing.com)، وهو دليل لجميع الأماكن والشركات والخدمات في المدن الرئيسية في المملكة العربية السعودية. يُسمح للمستخدمين بإضافة أماكن يتم فحصها ومراجعتها وتأكيدها من قِبل مسؤولي الموقع للتأكد من دقتها. قائمة الأماكن في جدة والرياض والمدينة والدمام، وتشمل الفئات المشمولة: السفر والنقل والتسوق والخدمات والدين واللوجستيات والمكتبة والكتب، والصحة، والحكومة، والغذاء، والترفيه، والسفارات، والتعليم، والمركبات، والجمال، والبنوك.